# Dweezil Zappa
Dweezil Zappa (Los Angeles, 5 september 1969) is een Amerikaans gitarist en de zoon van muzikant Frank Zappa. Omdat het ziekenhuis waar hij geboren werd, weigerde de naam Dweezil te accepteren, kreeg hij de naam Ian Donald Calvin Euclid Zappa. Toen hij hier als kind achter kwam, heeft hij alsnog zijn naam laten veranderen in Dweezil.
Dweezil Zappa pakt onder invloed van zijn vaders muziek al snel de gitaar op en gaat onder meer in de leer bij gitarist Steve Vai, om zijn gitaarspel te perfectioneren. Zappa ontwikkelt zich als een virtuoze gitarist en ook als componist laat hij zien waartoe hij in staat is. De onconventionele en experimentele nummers en teksten doen sterk aan zijn vader denken.
Dweezil Zappa maakt met de groep Z (ook wel gekscherend AZ/DZ genoemd), waarvan ook zijn broer Ahmet Zappa deel uitmaakte, twee albums "Shampoo Horn" (1993) en "Music For Pets" (1996). Daarnaast brengt hij een aantal soloalbums uit. 
Verder doet hij veel studiosessies bij een keur aan muzikanten, zoals Frank Zappa, Don Johnson, Spinal Tap, Lisa Loeb, Extreme, Fat Boys, Winger, Blues Saraceno, Gorky Park, Warren DeMartini, Pat Boone, Weird Al Yankovic, Gene Simmons en Ozzy Osbourne.
Naast zijn muzikale carrière, heeft Dweezil in een aantal films gespeeld (The Running Man, Pretty In Pink) en televisieprogramma's gepresenteerd (voor onder meer MTV). Hij sprak ook de stem in van Ajax in de animatieserie Duckman. 

## Discografie

### Albums
- 1982 - My Mother Is A Space Cadet / Crunchy Water
- 1986 - Havin' A Bad Day
- 1988 - My Guitar Wants To Kill Your Mama
- 1991 - Confessions
- 1993 - Shampoo Horn (met de band 'Z')
- 1996 - Music for Pets (met de band 'Z')
- 2000 - Automatic
- 2006 - Go With What You Know
- 2015 – Via Zammata

### Dvd's

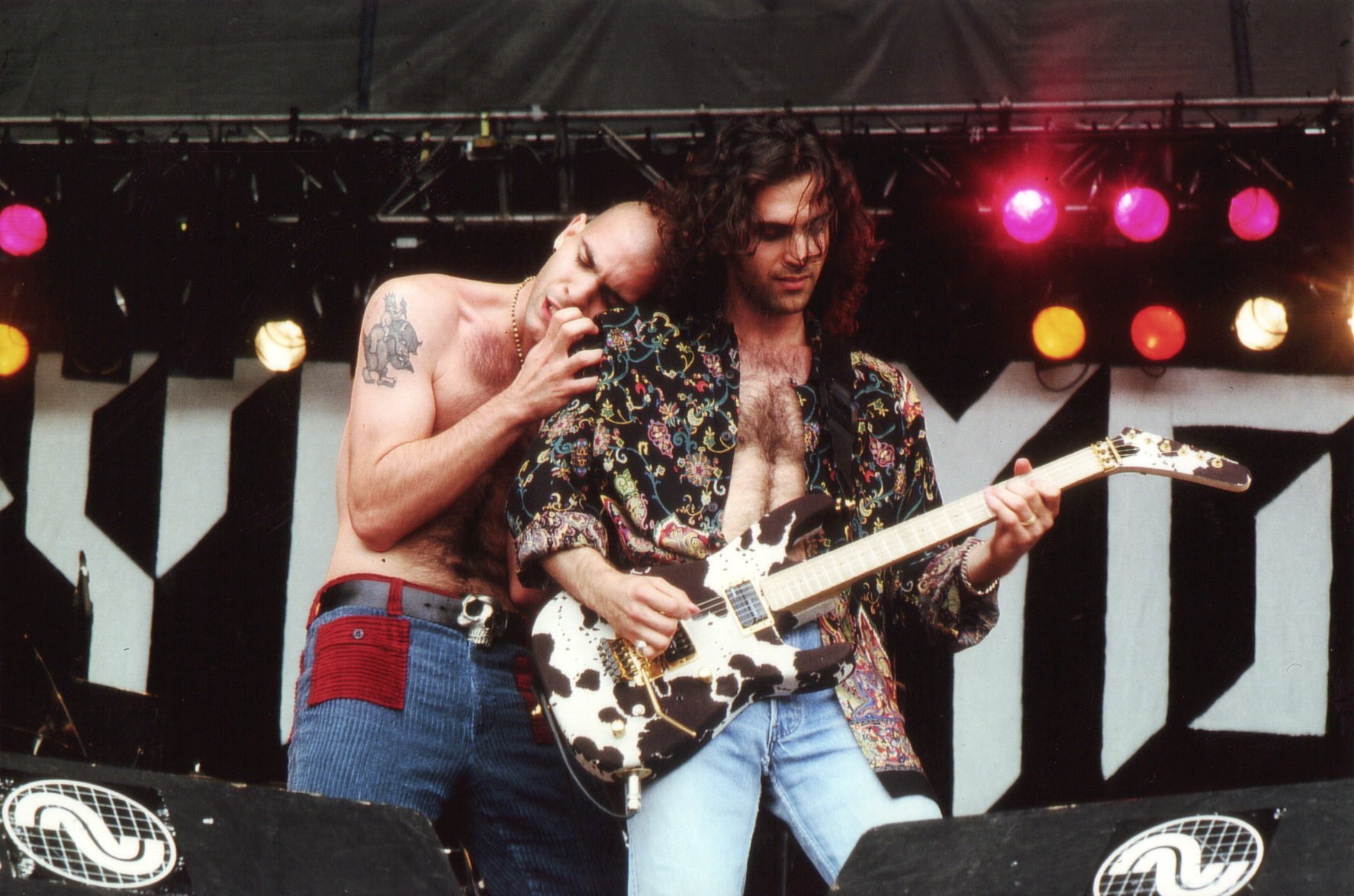
Dweezil en Ahmet Zappa, op het Dynamo Open Air festival in 1995

| Dvd's met hitnoteringen in de Nederlandse Music Top 30 | Datum van verschijnen | Datum van binnenkomst | Hoogste positie | Aantal weken | Opmerkingen |
| ------------------------------------------------------ | --------------------- | --------------------- | --------------- | ------------ | ----------- |
| Zappa plays Zappa                                      | 2008                  | 05-07-2008            | 17              | 14           |             |

- Bibliothèque nationale de France: cb13901386r (data)
- Gemeinsame Normdatei: 13461626X
- International Standard Name Identifier: 0000 0000 7839 1946
- Library of Congress Control Number: n91109127
- MusicBrainz: 7f83b479-2030-47c5-937e-d4a8f142f1b1
- Nationale Bibliotheek van Tsjechië: js20030216038
- Nederlandse Thesaurus van Auteursnamen: 432622772
- Réseau des bibliothèques de Suisse occidentale: 02-A006589552
- Système universitaire de documentation: 086228676
- Virtual International Authority File: 29719782
- WorldCat: E39PBJtmpyrHpfg6pbcpJw3YT3